# Авелар, Данило
Данило Фернандо Авелар (порт. Danilo Fernando Avelar; род. 9 июня 1989, Паранаваи, Парана) — бразильский футболист, защитник.

## Биография

### Клубная карьера
Начал карьеру на родине в Бразилии. С 2004 года по 2005 год выступал за клуб «Паранаваи». После за команды — «Жоинвиль» и «Парана». С 2008 года по 2010 год выступал за команду «Риу-Клару». В 2009 году забил два гола в Лиге Паулиста Серии A2. В 2010 году провёл за команду 13 матчей в Лиге Паулиста.
В мае 2010 года перешёл в полугодичную аренду во львовские «Карпаты», вместе с соотечественником Нено. 15 июля 2010 года дебютировал за «Карпаты» в еврокубках в матче квалификации Лиги Европы против исландского «Рейкьявика» (0:3). «Карпаты» успешно прошли «Рейкьявик», после они также прошли грузинский «Зестафони» и сенсационно прошли турецкий «Галатасарай» и вышли в групповой раунд турнира сезона 2010/11. После матча в Грузии, где травмировался Игорь Ощипко Авелар стал игроком основного состава.
18 июля 2010 года Авелар дебютировал в Премьер-лиге Украины в выездном матче против криворожского «Кривбасса» (0:0). В своей группе в Лиге Европы «Карпаты» заняли последнее 4 место, уступив дортмундской «Боруссии», «Севилье» и «Пари Сен-Жермен». Всего походу Лиги Европы Авелар провёл 11 матчей.
Всего за «Карпаты» в первой половине сезона 2010/11 он провёл 18 матчей в чемпионате Украины, также он сыграл в двух матчах Кубка. Авелар занял 7-е место в списке лучших левых защитников первенства Украины по итогам 2010 года.
В начале ноября 2010 года «Карпаты» выкупили трансфер Данило Авелара и он подписал полноценный контракт с клубом. Вот что об этом сказал генеральный директор «Карпат» Игорь Дедышин:
Своей игрой он продемонстрировал серьёзный уровень, у него есть потенциал, который позволил получить место в основном составе команды. Мы видим, что Авелар имеет возможность прогрессировать, поэтому считаем, что этот игрок — находка для нашего клуба. «Карпаты» не ждали до окончания арендного соглашения и уже выкупили его трансфер. Поэтому сейчас Авелар — полноценный игрок «Карпат».
В декабре 2010 года он подписал трёхлетний контракт с «Карпатами» с возможностью продления ещё на два года.
В январе 2011 года появилась информация о том, что Авелар перейдёт в немецкий «Шальке 04» на правах аренды. 24 января официальные сайты «Карпат» и «Шальке 04» подтвердили переход игрока. Его аренда рассчитана до 30 июня 2011 года, «Шальке» также может выкупить контракт бразильца. Кроме гельзенкирхенцев Авеларом интересовался клуб итальянской Серии А.
Когда он приехал в Германию у него были проблемы со здоровьем, поэтому ушло время на лечение и восстановление. Вначале Авелар выступал за «Шальке II» в Региональной лиге «Запад», всего за вторую команду он провёл 4 матча (в которых отыграл по 90 минут, и 2 раза получил жёлтую карточку). В чемпионате Германии дебютировал 16 апреля 2011 года в выездном матче против бременского «Вердера» (1:1), Авелар отыграл весь матч на левом краю обороны. В следующем туре Авелар сыграл в игре против «Кайзерслаутерна» (0:1), он также провёл на поле весь матч, в этот раз он играл на позиции опорного полузащитника. Последний матч в составе «Шальке» провёл 14 мая 2011 года против «Кёльна» (2:1), Авелар вышел на 66 минуте вместо Серхио Эскудеро. Вместе с командой стал обладателем Кубка Германии 2011, хотя в финале он и не сыграл.
Летом 2011 года вернулся обратно в «Карпаты», вместе с командой он не проходил сборы. Первый официальный матч за «Карпаты» после возвращения он провёл 16 июля 2011 года в рамках первенства молодёжных команд против одесского «Черноморца» (2:1), Авелар отыграл первый тайм, но в перерыве был заменён на Ярослава Конкольняка. 24 июля 2011 года в рамках 3 тура чемпионата Украины сезона 2011/12 в выездном матче против донецкого «Шахтёра» (2:1), Авелар начал матч в основе, на 38 минуте он забил первый гол в игре в ворота Александра Рыбки. Этот забитый гол стал первым пропущенным мячом Александра Рыбки и «Шахтёра» в сезоне. Ещё в конце первого тайма Данило Авелар почувствовал, что судороги начинают сводить мышцы ног и на 56 минуте был заменён на Самсона Годвина.
В июле 2012 года продлил контракт с львовским клубом до 2016 года и отправился в аренду в итальянский «Кальяри». В июле 2013 года подписал полноценный контракт с «Кальяри».
17 июня 2015 перешёл в «Торино».

## Стиль игры
Данило Авелар — левша, выступает на позиции флангового полузащитника. Хотя во время игры в Бразилии он играл на месте левого защитника.

## Личная жизнь
Во время игры в «Карпатах», он часто проводил своё свободное время с бразильскими студентами во Львове.